# نيمانيا بوشكوفيتش
نيمانيا بوشكوفيتش هو لاعب كرة قدم صربي في مركز الوسط، ولد في 8 مايو 1990 في Sivac ‏ في صربيا. لعب مع هايدوك كولا.